# Janusz Tylman (kompozytor)
Janusz Tylman (ur. 1947) – polski kompozytor i pianista, twórca muzyki filmowej, teatralnej oraz musicali, a także aktor dubbingowy.

## Życiorys
Jest absolwentem Akademii Muzycznej w Warszawie. W latach 2001–2005 uczestniczył w programie TVP2 Śpiewające fortepiany, gdzie jako pianista zasiadał przy czarnym fortepianie. Od 2007 był trenerem wokalnym w programie telewizji Polsat Jak oni śpiewają. Współpracował ze stowarzyszeniem „Akademia Wilanowska”. Jest autorem piosenek, muzyki do filmów, spektakli teatralnych, programów telewizyjnych i estradowych, a także musicali, wystawianych w polskich teatrach, a także w Stanach Zjednoczonych oraz Szwecji.

## Filmografia
- „Na razie w porządku, mamo” (1994, muzyka)
- „Trzy cylindry” (1996, muzyka)
- „Figlarna telewizja i wróżka z kranu” (1996, muzyka)
- „Kamienica na Nalewkach, czyli szlagiery żydowskiej ulicy” (2000, wykonanie muzyki)
- „Król i królik” (2007, muzyka)
- „Ślubna gorączka” (2013, muzyka)